# Madosini

Madosini spielt auf ihrem umrhubhe-Mundbogen

Madosini (bürgerlich Lathozi Mpahleni) (* um 25. Dezember 1943 in Mqekezweni nahe Umtata; † 23. Dezember 2022) war eine traditionelle Interpretin der Xhosa-Musik und Erzählerin im Mpondoland in Südafrika.
In ihrer Jugend lernte Madosini das Herstellen und Spielen von Instrumenten durch ihre Mutter. Sie singt und spielt dazu Instrumente wie umrhubhe (gestrichener Mundbogen), uhadi (Kalebassen-Musikbogen) und sitolotolo (Maultrommel). Ihre Musik wurde erstmals bei Filmaufnahmen 1974 aufgezeichnet und im Radio gespielt, ohne dass man ihr Entgelt zahlte. Sie nahm 1997 ein eigenes Album auf, arbeitete mit anderen Musikern zusammen (unter anderem im Rahmen von WOMAD) und trat 2007 auch in Deutschland auf. Ihr Musikstück Wen'usegoli zählte zum Soundtrack des südafrikanischen Films Eine Frau namens Yesterday (2004).

## Diskografie
- 1997: Power to the women